# Christiansø Museum
Christiansø Museum er et historisk museum på Ertholmene, der beskæftiger sig med Christiansø som fæstningsø. Museet er indrettet i Lille Tårn på Frederiksø. Tårnet blev opført i 1685-87 som en del af Ertholmenes befæstning. Det blev siden brugt til fængsel, før det blev indrettet til museum.
Museet rummer Ertholmenes egns- og lokalhistoriske samling samt en udstilling om øerne som militært fæstningsværk. På den øverste etage findes en model, der viser, hvordan fæstningen så ud i 1855. Der er desuden information om øernes fugleliv, heriblandt edderfuglen som er Ertholmenes  "nationalfugl".